# Muro atlántico

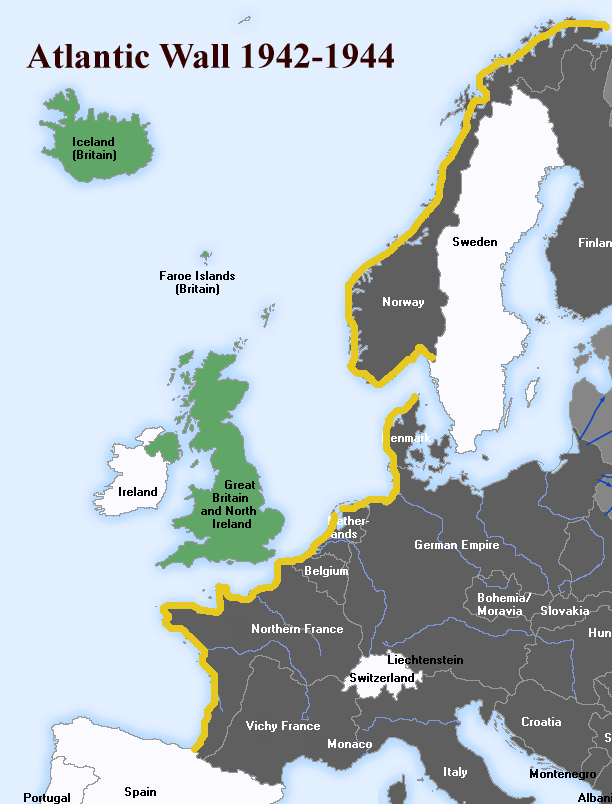
Mapa del Muro atlántico

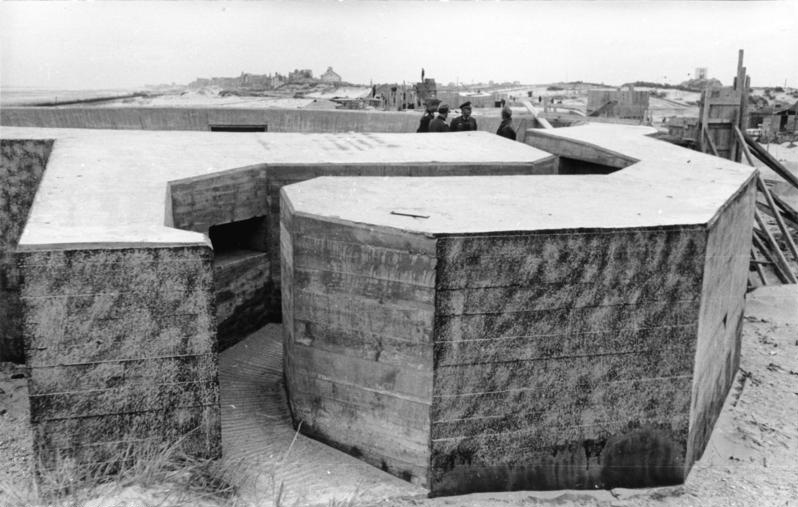
Fortificación en el norte de Francia.

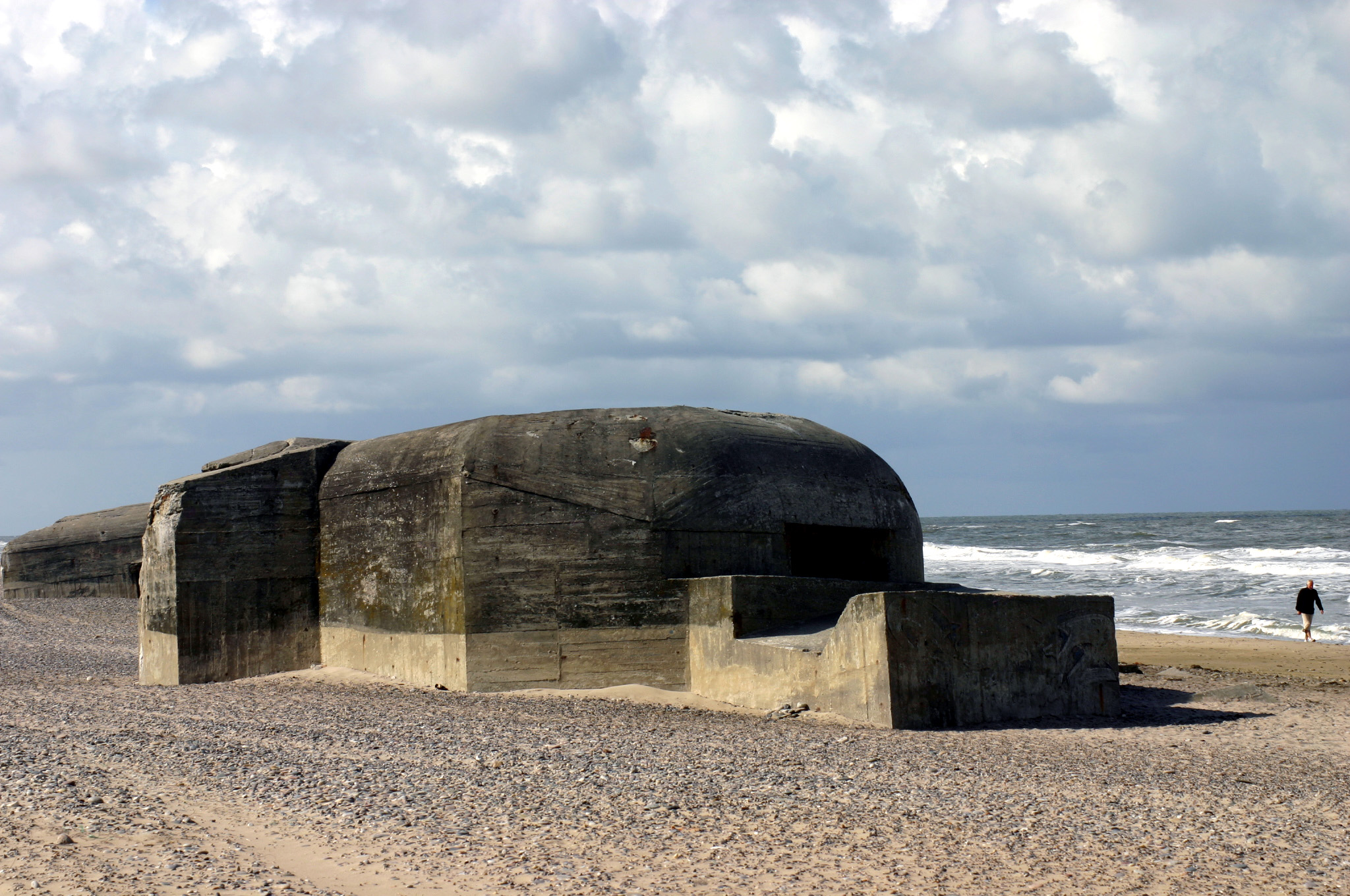
Búnker alemán en Søndervig (Dinamarca).

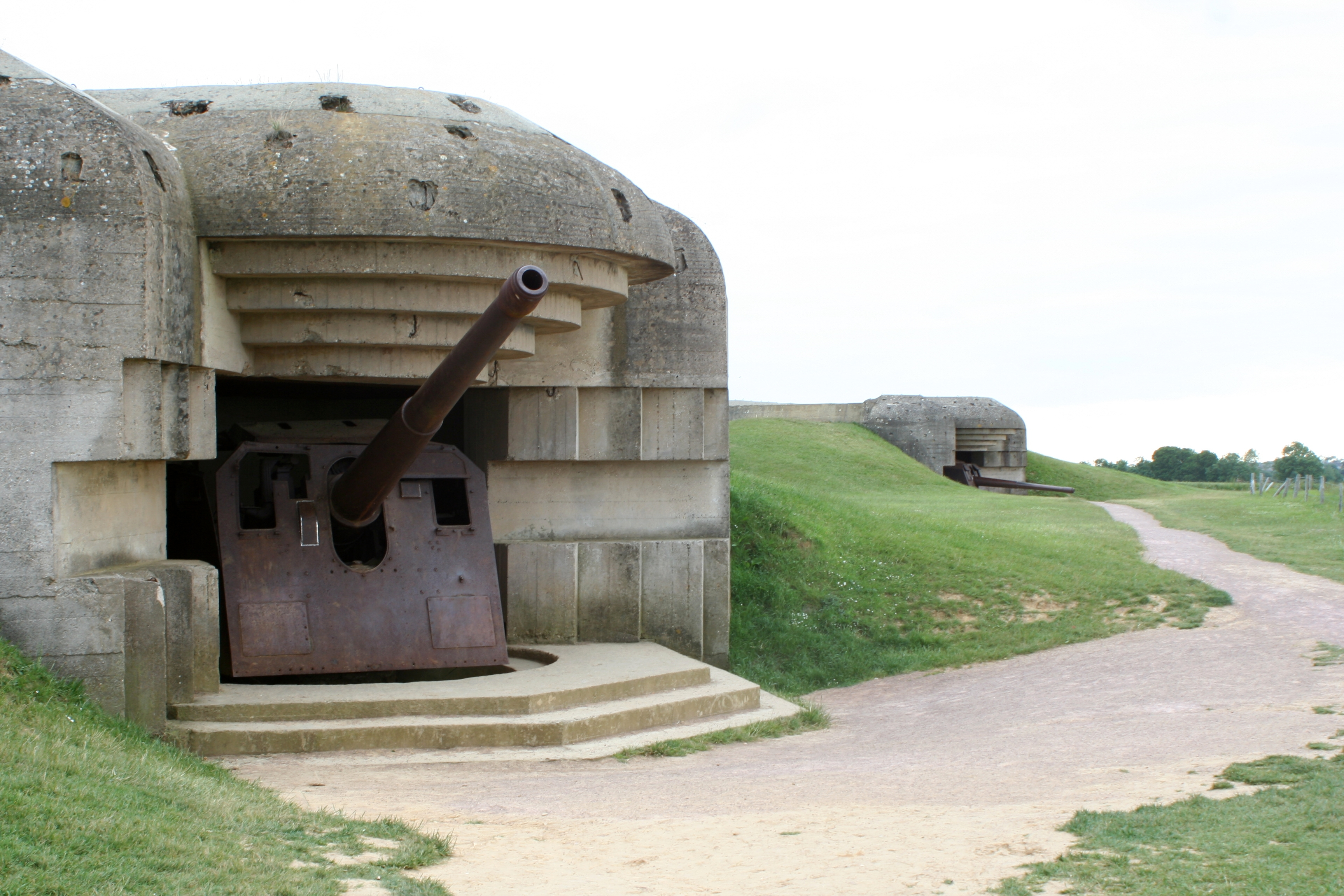
Búnkeres alemanes en Longues-sur-Mer (Francia).

El Muro Atlántico o Muralla del Atlántico (en alemán Atlantikwall) fue una gran cadena interrumpida de puntos de refuerzo construida durante la Segunda Guerra Mundial por el Tercer Reich que tenía como misión impedir una invasión del continente europeo desde Gran Bretaña por parte de los Aliados.
La edificación de este gigantesco proyecto se confió en 1942 a la Organización Todt. La parte principal de la obra, con un alto coste, dotó a la zona costera del canal de La Mancha, aunque la intención era construir una muralla defensiva desde Hendaya hasta el cabo Norte con una longitud total de 2687 km (1670 millas), bajo control alemán de todo tipo de búnkeres, blocaos, casamatas, trincheras, dientes de dragón —destacando los dientes de Hitler en Noruega, que todavía se conservan— túneles y demás estructuras defensivas, que en total sumarían en torno a 15 000 edificios, requiriendo el uso de 11 millones de toneladas de hormigón y 1 millón de toneladas de acero.

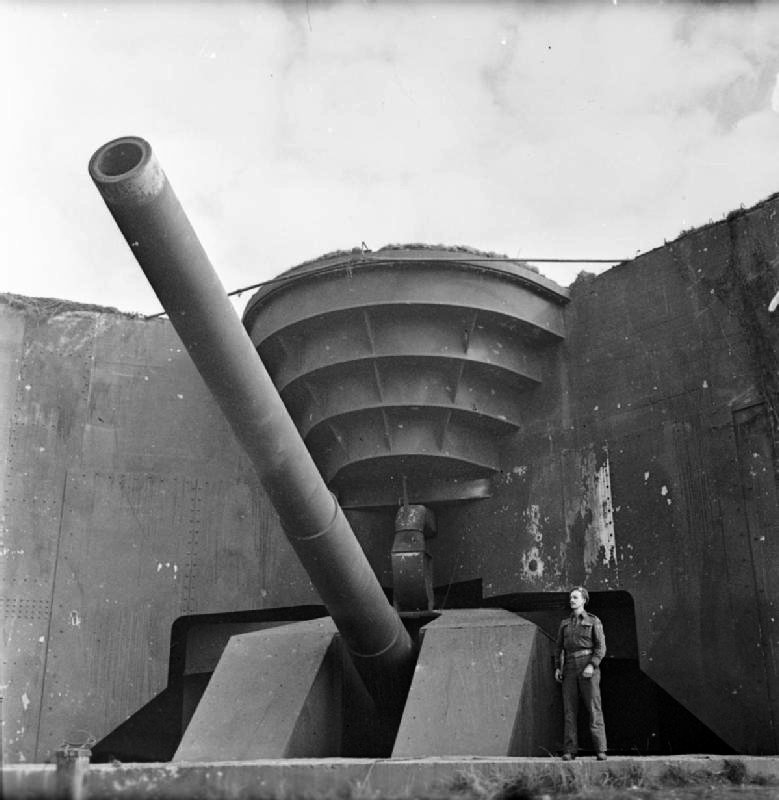
Un soldado británico posa junto al cañón de la batería Todt de 380mm recientemente capturada en Cap Gris Nez.

## Fortalezas delMuro del Atlántico
Muchos de los puertos más importantes a lo largo de la costa francesa fueron integrados en el plan de defensa atlántica alemán. Acercándose el final de la guerra, Hitler ordenó la defensa de las posiciones a toda costa, y efectivamente algunas de estas posiciones seguían sin estar en manos aliadas hasta la rendición alemana el 8 de mayo de 1945. Varias de las fortalezas costeras habían sido adaptadas como bases de submarinos tras la rendición de Francia en 1940, y se convirtieron en objetivos primarios para los Aliados. Entre sus guarniciones se contaban unidades SS y tropas de origen eslavo.
| Lugar                          | Comandante                 | Guarnición                                                     | Detalles de la batalla | Rendición                                                  | Uso aliado                                                                   |
| ------------------------------ | -------------------------- | -------------------------------------------------------------- | --- | ---------------------------------------------------------- | ---------------------------------------------------------------------------- |
| Cherburgo                      | General von Schlieben      | 47 000 hombres, en toda la península de Cotentin               | Puerto destruido con cargas de demolición. Hitler rechazó destruir las instalaciones a principios de año.                                          | 27 de junio de 1944, tras quedar cercados por los Aliados. | Puesta en funcionamiento por los EE. UU. A mediados de agosto, uso limitado. |
| Saint-Malo /Dinard             | coronel von Aulock         | +12 000 soldados, contando unidades paracaidistas y SS         | Puerto destruido con cargas. 300 hombres defendieron la isla de Cézembre hasta el 2 de septiembre de 1944. La isla controlaba el acceso al puerto. | 17 de agosto de 1944                                       | Inutilizada durante el resto de la guerra.                                   |
| Alderney                       | --                         |                                                                | Una de las fortalezas mejor defendidas de toda la Muralla del Atlántico.                                                                           | 16 de mayo de 1945                                         | La guarnición capituló una semana después de la rendición oficial alemana.   |
| Brest                          | general Ramcke             | +38 000 soldados, incluyendo la 2.ª División Paracaidista      | El combate se inició el 25 de agosto de 1944. El puerto quedó completamente destruido en los combates.                                             | 2 de septiembre de 1944                                    | --                                                                           |
| Lorient                        | general Junck              | 15 000                                                         | -- | 8 de mayo de 1945                                          | La guarnición se entregó tras la rendición alemana.                          |
| Bahía de Quiberon e Isla Belle | general Fahrmbacher        | 25 000                                                         | -- | --                                                         | --                                                                           |
| St. Nazaire                    | General Junck              | 35 000                                                         | -- | 8 de mayo de 1945                                          | La guarnición se entregó tras la rendición alemana.                          |
| La Rochelle/La Pallice         | almirante Schirlitz        | Unidades de la Marina, 158.ª División de Infantería de Reserva | -- | 8 de mayo de 1945                                          | La guarnición se entregó tras la rendición alemana.                          |
| Le Havre                       | coronel Wildermuth         | 14 000                                                         | Capituló tras 3 días de lucha. | 14 de septiembre de 1944                                   | Reutilizada desde octubre de 1944.                                           |
| Boulogne                       | General Heim               | 10 000                                                         | Combates iniciados el 7 de septiembre de 1944. | 22 de septiembre de 1944                                   | Los británicos reutilizaron el puerto desde octubre de 1944.                 |
| Calais/Cap Gris-Nez            | teniente coronel Schröder  | 9000                                                           | Las baterías de defensa de Cap Gris-Nez se rindieron días antes. El puerto quedó seriamente dañado.                                                | 31 de septiembre de 1944                                   | Reutilizada desde noviembre de 1944.                                         |
| Dunkerque                      | almirante Friedrich Frisus | 12 000 hombres de la 18.ª División Terrestre de la Luftwaffe.  | El puerto quedó aislado desde el 13 de septiembre de 1944.                                                                                         | mayo de 1945                                               | --                                                                           |
| Ostende                        | --                         | --                                                             | Se entregó sin resistencia, el puerto no sufrió daños.                                                                                             | --                                                         | --                                                                           |
| Zeebrugge                      | general Eberding           | 14 000                                                         | Como parte de la fortaleza Scheldt, cubría el acceso al puerto de Amberes. Los combates se iniciaron a primeros de octubre de 1944.                | 1 de noviembre de 1944                                     | --                                                                           |
| Fortaleza de Scheldt           | general Daser              | 8000                                                           | Defendía Zuid-Beveland y la isla Walcheren. Los combates se iniciaron a finales de octubre de 1944.                                                | 6 de noviembre de 1944                                     | --                                                                           |